# Wacław Żdżarski

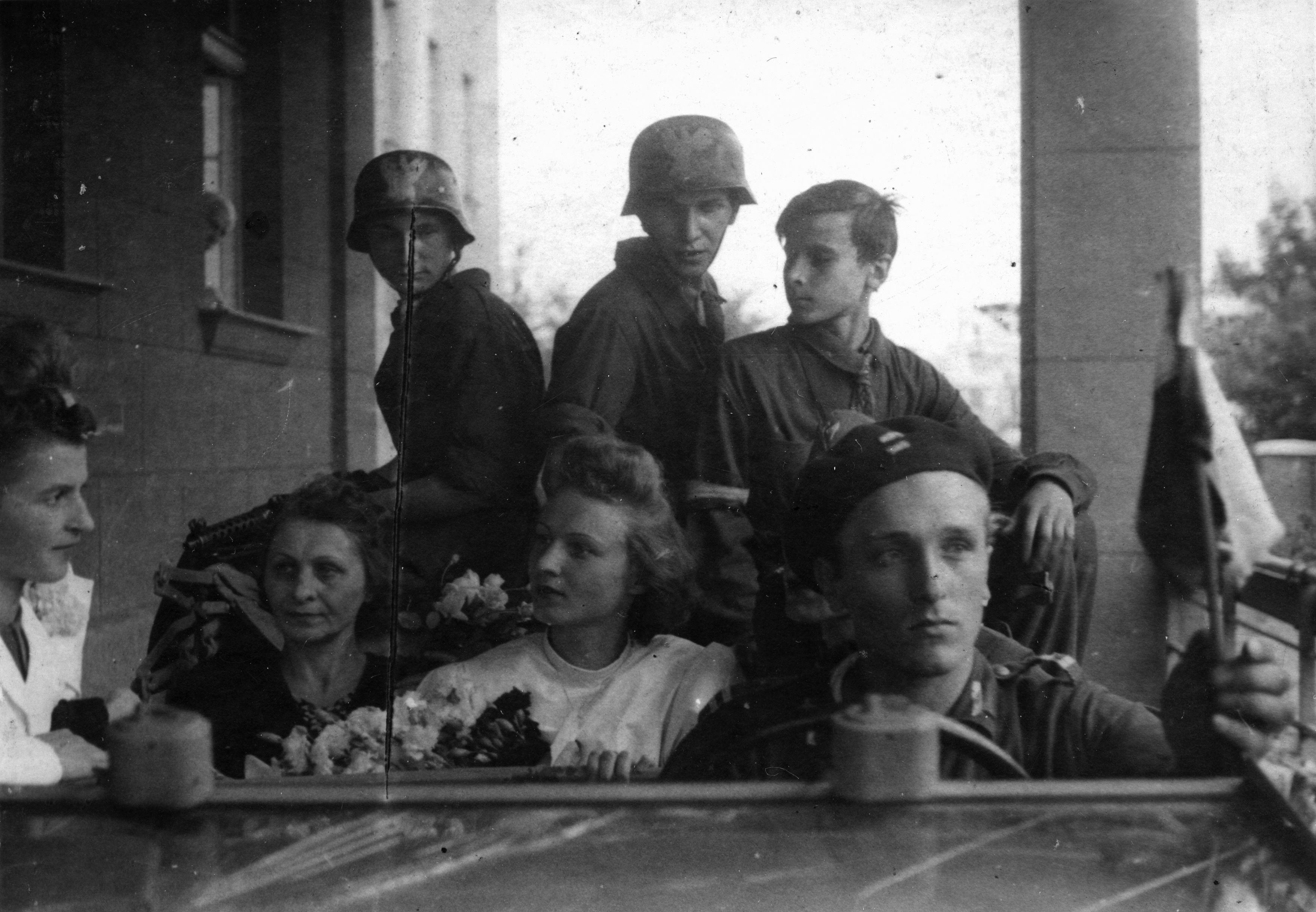
Fotografie Wacława Żdżarského: mladý pár povstalců v nemocnici Elżbietanek na ul. Goszczyńskiego 1 v Mokotówě

Wacław Żdżarski (10. září 1913 – 5. března 1983) byl polský novinář, historik, fotograf a filmový kritik.
Narodil se jako syn Waclawa a Hanny Kanteckových. Studoval na Právnické fakultě Univerzity Stefana Batoryho ve Vilniusu (1932–1935), později na Vyšší novinářské škole ve Varšavě (absolvoval v roce 1938) a na Vyšší hudební škole. F. Chopina (1945–1946).

## Novinářské aktivity
Svou novinářskou činnost zahájil pod vedením Melchiora Wańkowicze v nakladatelství „Rój“ (do roku 1939), poté se zúčastnil tažení v září 1939 jako poddůstojník 44. pěšího pluku z Równe. Byl v sovětském a poté německém zajetí (Stalag Vib) až do listopadu 1941. Za okupace (1941–1944) se stal vedoucím výcviku fotoreportérů VI. divize Velitelství Zemské armády (BIP) (pseud. „Kozłowski“, „Wrzosek“). Během Varšavského povstání sloužil jako válečný zpravodaj VI. štábní divize velitelství polských ozbrojených sil a zpravodaj pro časopis Polska Walcząca a Informační bulletin (Biuletyn Informacyjny).
Po válce byl Wacław Żdżarski odborným asistentem na katedře žurnalistiky Akademie politických věd (1948–1950), neustále spolupracoval s týdeníkem Przekrój. Od roku 1946 až do svého rozpuštění v roce 1952 byl tajemníkem redakce „Kurier Codzienny“, členem redakční rady týdeníku „Rzemieślnik“. Později pracoval v tisku sdružení PAX („Zorza“, „WTK“, „Życie i Myśl“, „ Słow Powszechne “) až do svého odchodu do důchodu v roce 1975. Spolupracoval při organizaci měsíčníku „Fotografia“, v týdeníku Świat vedl rubriku „Fotografia na co dzień“, člen rady měsíčníku Kinotechnik a Rzemieślnik.
Je pohřben na vojenském hřbitově Powązki ve Varšavě (sekce B23–5-6).

## Činnosti v organizacích
Byl čestným členem Varšavské fotografické společnosti (Warszawskie Towarzystwo Fotograficzne, 1981). Byl spoluzakladatelem a prvním prezidentem Klubu filmových reportérů při Svazu novinářů Polské republiky (1948–1950), vedoucím tiskové kanceláře „Polského filmu“ (1947–1949), členem mezinárodní organizace filmových kritiků FIPRESCI (1947–1948), spoluzakladatel Klubu novinářské fotografie při SDP. Byl členem Polské fotografické společnosti (1948–1961), v níž se od roku 1956 podílel na práci Hlavní rady PFS. Řadu let byl generálním tajemníkem Federace fotografických společností v Polsku (1952–1977).

## Kreativní činnost
K bohaté životní tvorbě Wacława Żdżarského patří jeho díla: spolu s Ryszardem Kiersnowskim napsal divadelní hru Pánové v nových kloboucích (Komedii o 3 jednáních) uvedenou v roce 1933 v divadle Stefana Żeromského, kladně hodnoceno recenzemi Tadeusze Boy-Żeleńského.
Jeho knihy jsou již klasické na poli fotografie: Od objektivu k negativu (1946), Principy fotografie (spolu s R. Niemczyńskim) (1957), Dějiny varšavské fotografie“ (1974), Almanach fotoamatéra (1974) – spoluautor Leonard Sempoliński a Jan Sunderland, Fotografujemy Zorką (1975), Začalo to Daguerrem (1977).

## Cena a ocenění
Za svou vojenskou a civilní činnost obdržel Kříž za chrabrost (1959), Partyzánský kříž (1959), Kříž Zemské armády (1981), Rytířský kříž Řádu znovuzrozeného Polska (1976), Zlatý kříž za zásluhy (1969), Medaile pro Varšavu (1971) a Medaile Z.G. Asociace polských novinářů (1975), čestný diplom Společnosti historických nadšenců ve Varšavě a Společnosti přátel Varšavy (1975). Byl laureátem ceny odboru kultury a umění Kanceláře hl. m. Varšavy (1978), kulturní aktivista za zásluhy (1967).
Za své fotografické aktivity získal v roce 1960 titul Artiste FIAP (AFIAP) a v roce 1972 titul Excellence for Services Rendered FIAP (ESFIAP), udělený Mezinárodní federací fotografického umění FIAP.

## Rodina
Wacław Żdżarski žil v Milanówku v ulici Podgórna 38 se svou ženou Sabinou (také aktivní v BIP KG AK, raněna ve Varšavském povstání) a svými syny Zbigniewem (nyní inženýr) a Janem (novinář). V Milanówku působil v PTTK, ZBoWiD a do sociálních dějin města se zapsal i jako suverénní bridžový hráč.

## Galerie

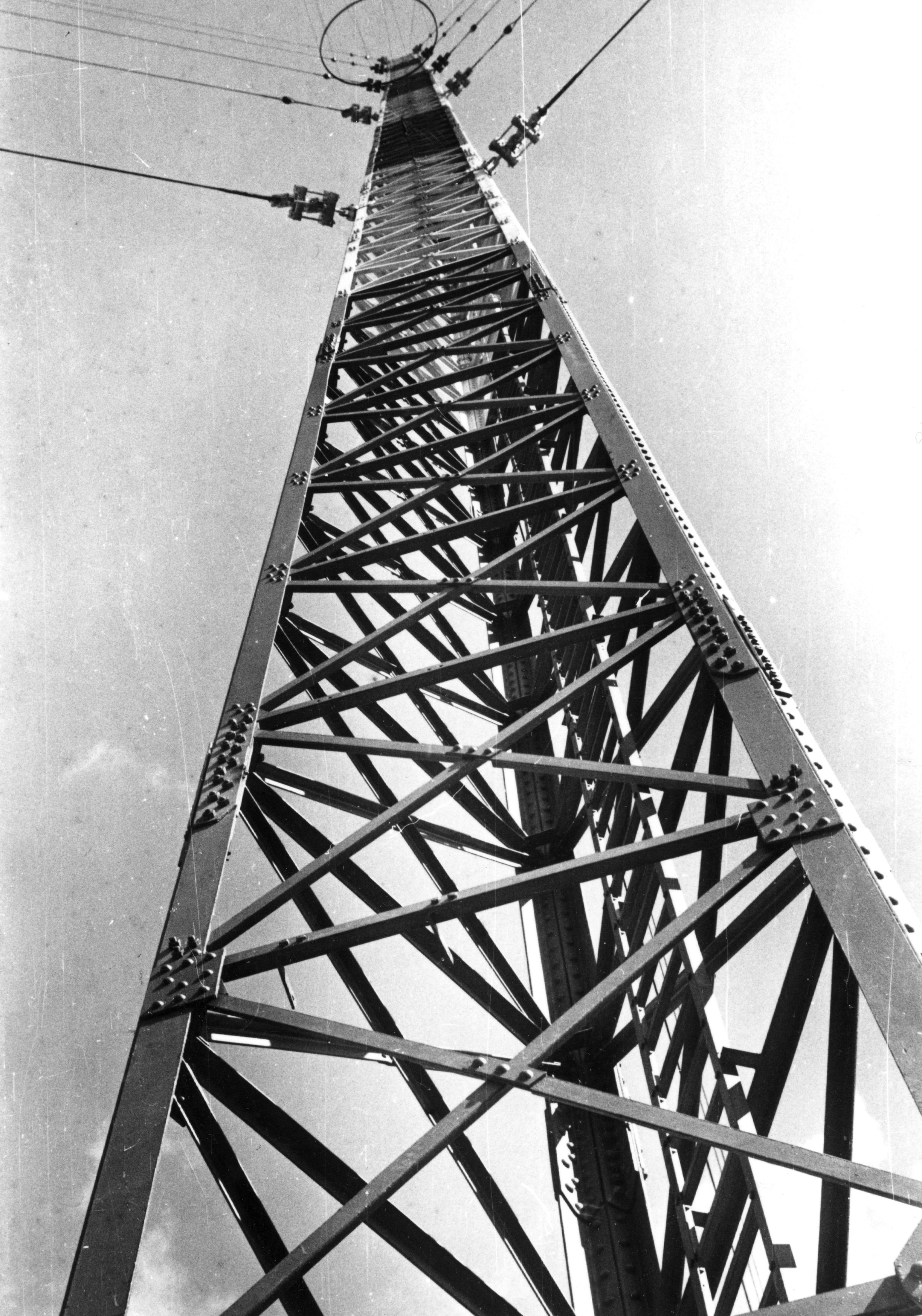
Anténní stožár na rozhlasové stanici v Łazech u Raszyna
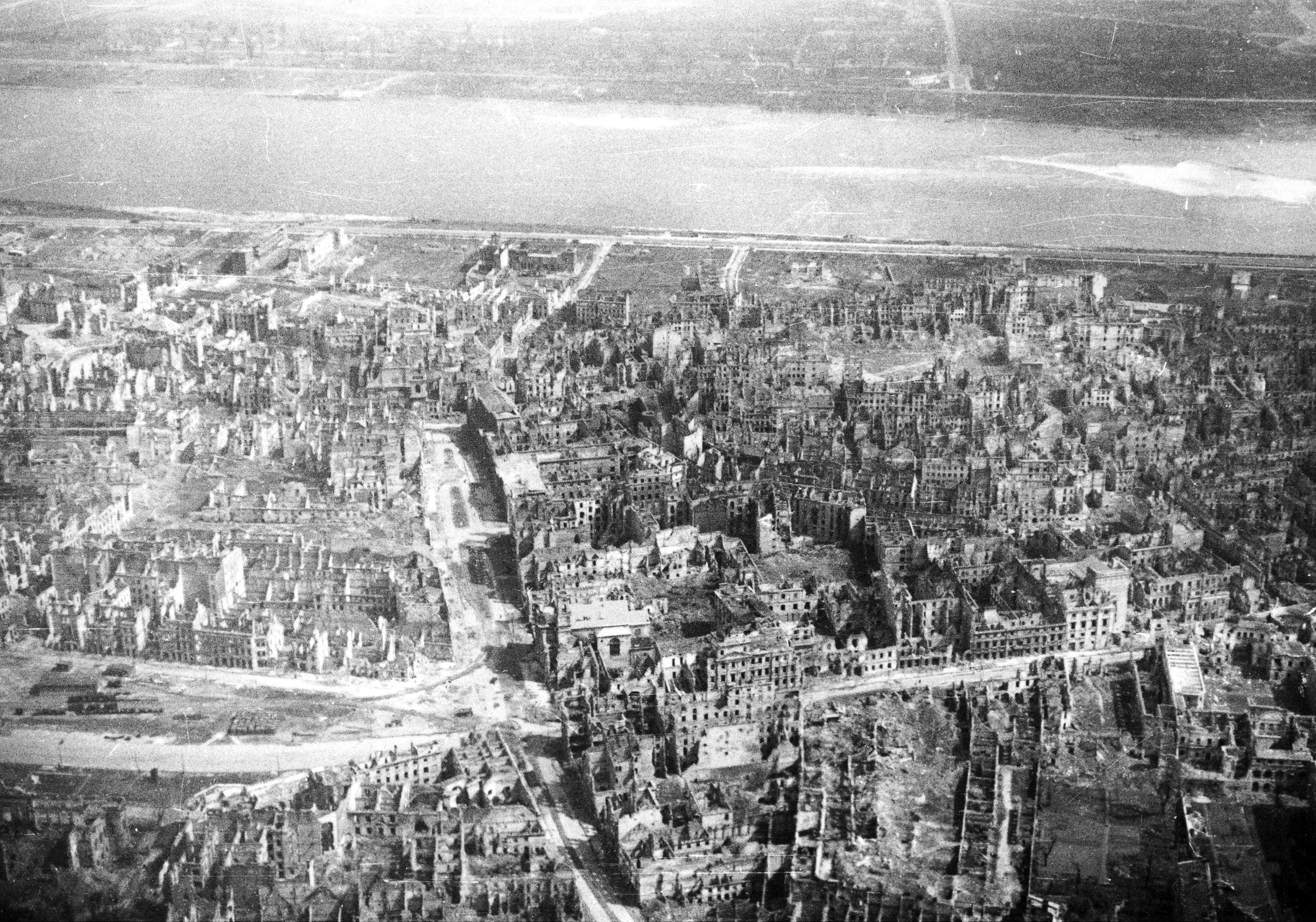
Pohled na Varšavu – letecký snímek. Pohled na Staré a Nové Město. Je vidět nám. Krasińskich, ul. Długa, ul. Miodowa, 1946